# Baldwinonus
Baldwinon – rodzaj gada ssakokształtnego z rodziny ofiakodontów. Żył od późnego karbonu do wczesnego permu na terenie dzisiejszej Ameryki Północnej.

## Gatunki
- Baldwinonus trux Romer & Price, 1940,
- Baldwinonus dunkardensis Romer, 1952 (?).